# Lawrence Hill
Pour les articles homonymes, voir Hill.
Lawrence Hill (né en 1957 à Newmarket en Ontario) est un écrivain canadien.

## Biographie
Il fait des études supérieures à l'université Laval de Québec et obtient un baccalauréat en sciences économiques, puis une maîtrise en écriture de l'université Johns Hopkins de Baltimore. Il est ensuite journaliste pour le journal torontois The Globe and Mail et correspondant parlementaire à Ottawa pour le Winnipeg Free Press. En 2007, il collabore avec l'ancien soldat de l'armée américaine, maintenant considéré comme un déserteur, Joshua Key pour écrire, à partir de leurs entretiens, The Deserter's Tale: The Story of an Ordinary Soldier Who Walked Away from the War in Iraq, l'histoire d'un soldat ordinaire pendant la guerre en Irak.
Il reçoit le Commonwealth Writers' Prize (en) en 2008 pour Aminata (The Book of Negroes).

## Œuvre

### Romans
- Some Great Thing (1992) Publié en français sous le titre De grandes choses, traduit par Robert Paquin, Saint-Boniface - Winnipeg, (Manitoba), Canada, Éditions du Blé, 1995, 270 p.  (ISBN 2-921347-30-X)Publié en français (Nouvelle édition) sous le titre Un grand destin, traduit par Robert Paquin, Montréal, Pleine Lune, 2012, 344 p.  (ISBN 978-2-89024-219-7)
- Any Known Blood (1997)
- The Book of Negroes (2007) (aussi titré Someone Knows My Name) Publié en français sous le titre Aminata, traduit par Carole Noël, Paris, Éditions Présence Africaine, 2012, 565 p.  (ISBN 978-2-7087-0826-6)Publié en français sous le titre Aminata, traduit par Carole Noël, Montréal, Pleine Lune, 2011, 566 p.  (ISBN 978-2-89024-208-1)
- Blood: The Stuff of Life (2013)Publié en français sous le titre Le Sang, essence de la vie, traduit de l'anglais par Carole Noël, Montréal, Pleine Lune, 2014, 352 p.  (ISBN 978-2-89024-423-8)
- The Illegal (2015)Publié en français sous le titre Le Sans-papiers, traduit de l'anglais par Carole Noël et Marianne Noël-Allen, Montréal, Pleine Lune, 2016, 444 p.  (ISBN 978-2-89024-462-7)

### Autres publications
- Trials and Triumphs: The Story of African-Canadians (1993)
- Women of Vision: The Story of the Canadian Negro Women's Association (1996)
- Black Berry, Sweet Juice: On Being Black and White in Canada (2001)
- The Deserter's Tale: The Story of an Ordinary Soldier Who Walked Away from the War in Iraq (2007), en collaboration avec Joshua Key